# Internationaux de Strasbourg 2025 - Qualificazioni singolare
Le qualificazioni del singolare del Internationaux de Strasbourg 2025 sono state un torneo di tennis preliminare per accedere alla fase finale della manifestazione disputate il 17 e 18 maggio 2025. Le vincitrici dell'ultimo turno sono entrate di diritto nel tabellone principale. In caso di ritiro di una o più giocatrici aventi diritto a questi sono subentrati i Lucky loser, ossia i giocatori che hanno perso nell'ultimo turno ma che avevano una classifica più alta rispetto agli altri partecipanti che avevano comunque perso nel turno finale.

## Teste di serie
1. McCartney Kessler (qualificata)
2. Marie Bouzková (ultimo turno, lucky loser)
3. Eva Lys (qualificata)
4. Anna Blinkova (qualificata)

1. Renata Zarazúa (ultimo turno)
2. Suzan Lamens (primo turno)
3. Caroline Dolehide (qualificata)
4. Bernarda Pera (ultimo turno)

## Qualificate
1. McCartney Kessler
2. Caroline Dolehide

1. Eva Lys
2. Anna Blinkova

### Lucky loser
1. Marie Bouzková

## Tabellone

### Legenda
| - Q = Qualificato - WC = Wild card - LL = Lucky loser | - ALT = Alternate - SE = Special Exempt - PR = Protected Ranking | - w/o = Walkover - r = Ritirato - d = Squalificato |

### Sezione 1
|  | Primo turno | Primo turno       | Primo turno | Primo turno | Primo turno |  |  | Ultimo turno | Ultimo turno      | Ultimo turno      | Ultimo turno | Ultimo turno |  |
|  |             |                   |             |             |             |  |  |              |                   |                   |              |              |  |
|  | 1           | McCartney Kessler | 6           | 5           | 6           |  |  |              |                   |                   |              |              |  |
|  |             | Jodie Burrage     | 4           | 7           | 2           |  |  | 1            | McCartney Kessler | McCartney Kessler | 7            | 6            |  |
|  |             | Cristina Bucșa    | 7           | 3           | 3           |  |  | 5            | Renata Zarazúa    | Renata Zarazúa    | 63           | 3            |  |
|  | 5           | Renata Zarazúa    | 5           | 6           | 6           |  |  |              |                   |                   |              |              |  |

### Sezione 2
|  | Primo turno | Primo turno       | Primo turno       | Primo turno | Primo turno |  |  | Ultimo turno | Ultimo turno      | Ultimo turno      | Ultimo turno | Ultimo turno |  |
|  |             |                   |                   |             |             |  |  |              |                   |                   |              |              |  |
|  | 2           | Marie Bouzková    | Marie Bouzková    | 6           | 6           |  |  |              |                   |                   |              |              |  |
|  |             | Tatjana Maria     | Tatjana Maria     | 2           | 2           |  |  | 2            | Marie Bouzková    | Marie Bouzková    | 4            | 0            |  |
|  | WC          | Sarah Iliev       | Sarah Iliev       | 3           | 4           |  |  | 7            | Caroline Dolehide | Caroline Dolehide | 6            | 6            |  |
|  | 7           | Caroline Dolehide | Caroline Dolehide | 6           | 6           |  |  |              |                   |                   |              |              |  |

### Sezione 3
|  | Primo turno | Primo turno        | Primo turno        | Primo turno | Primo turno |  |  | Ultimo turno | Ultimo turno  | Ultimo turno  | Ultimo turno | Ultimo turno |  |
|  |             |                    |                    |             |             |  |  |              |               |               |              |              |  |
|  | 3           | Eva Lys            | Eva Lys            | 6           | 6           |  |  |              |               |               |              |              |  |
|  | Alt         | Aleksandra Krunić  | Aleksandra Krunić  | 4           | 0           |  |  | 3            | Eva Lys       | Eva Lys       | 7            | 6            |  |
|  |             | Valerija Strachova | Valerija Strachova | 3           | 3           |  |  | 8            | Bernarda Pera | Bernarda Pera | 63           | 1            |  |
|  | 8           | Bernarda Pera      | Bernarda Pera      | 6           | 6           |  |  |              |               |               |              |              |  |

### Sezione 4
|  | Primo turno | Primo turno    | Primo turno    | Primo turno | Primo turno |  |  | Ultimo turno | Ultimo turno   | Ultimo turno   | Ultimo turno | Ultimo turno |  |
|  |             |                |                |             |             |  |  |              |                |                |              |              |  |
|  | 4           | Anna Blinkova  | 1              | 6           | 6           |  |  |              |                |                |              |              |  |
|  | WC          | Elena Malõgina | 6              | 4           | 1           |  |  | 4            | Anna Blinkova  | Anna Blinkova  | 6            | 6            |  |
|  |             | Elsa Jacquemot | Elsa Jacquemot | 7           | 7           |  |  |              | Elsa Jacquemot | Elsa Jacquemot | 1            | 3            |  |
|  | 6           | Suzan Lamens   | Suzan Lamens   | 5           | 5           |  |  |              |                |                |              |              |  |